# Seznam utkání Mladé Boleslavi v play off české hokejové extraligy
Toto je seznam zápasů Mladé Boleslavi v play off české hokejové extraligy .

## Mladá Boleslav
| Mladá Boleslav versus | S  | Předkolo                            | Čtvrtfinále                         | Semifinále                          | Finále | V  | P  |
| --------------------- | -- | ----------------------------------- | ----------------------------------- | ----------------------------------- | ------ | -- | -- |
| Třinec                | 3  |                                     | 2014/2015 (1 : 4)                   | 2020/2021 (3 : 4) 2021/2022 (0 : 4) |        | 4  | 12 |
| Hradec Králové        | 2  |                                     | 2015/2016 (4 : 2) 2021/2022 (4 : 1) |                                     |        | 8  | 3  |
| Chomutov              | 1  | 2016/2017 (2 : 3)                   |                                     |                                     |        | 2  | 3  |
| Liberec               | 2  |                                     | 2018/2019 (1 : 4)                   | 2015/2016 (0 : 4)                   |        | 1  | 8  |
| Litvínov              | 0  |                                     |                                     |                                     |        | 0  | 0  |
| Brno                  | 1  | 2022/2023 (1 : 3)                   |                                     |                                     |        | 1  | 3  |
| Olomouc               | 0  |                                     |                                     |                                     |        | 0  | 0  |
| Pardubice             | 1  |                                     | 2020/2021 (4 : 0)                   |                                     |        | 4  | 0  |
| Plzeň                 | 2  | 2014/2015 (3 : 1) 2021/2022 (3 : 2) |                                     |                                     |        | 6  | 3  |
| Sparta Praha          | 0  |                                     |                                     |                                     |        | 0  | 0  |
| Vítkovice             | 0  |                                     |                                     |                                     |        | 0  | 0  |
| Zlín                  | 1  | 2018/2019 (3 : 2)                   |                                     |                                     |        | 3  | 2  |
| Jihlava               | 0  |                                     |                                     |                                     |        | 0  | 0  |
| České Budějovice      | 0  |                                     |                                     |                                     |        | 0  | 0  |
| Karlovy Vary          | 0  |                                     |                                     |                                     |        | 0  | 0  |
| Kladno                | 0  |                                     |                                     |                                     |        | 0  | 0  |
| Slavia Praha          | 0  |                                     |                                     |                                     |        | 0  | 0  |
| Vsetín                | 0  |                                     |                                     |                                     |        | 0  | 0  |
| Znojmo                | 0  |                                     |                                     |                                     |        | 0  | 0  |
| Celkem                | 13 |                                     |                                     |                                     |        | 29 | 34 |

## Mladá Boleslav - Plzeň
| Číslo | Sezona    | Utkání   | Domácí         | Výsledek        | Hosté          | Třetiny               |
| --- | --------- | -------- | -------------- | --------------- | -------------- | --------------------- |
| 01. | 2014/2015 | předkolo | Plzeň          | 4 : 5 Report    | Mladá Boleslav | (0:0, 2:4, 2:1)       |
| Branky Mladé Boleslavi 21:17 Václav Kočí, 24:35 David Výborný, 32:29 David Výborný, 37:58 Tomáš Klimenta, 45:02 Radan Lenc      |           |          |                |                 |                |                       |
| 02. | 2014/2015 | předkolo | Plzeň          | 2 : 1 Report    | Mladá Boleslav | (2:0, 0:0, 0:1)       |
| Branky Mladé Boleslavi 51:35 Martin Látal                                                                                       |           |          |                |                 |                |                       |
| 03. | 2014/2015 | předkolo | Mladá Boleslav | 4 : 2 Report    | Plzeň          | (2:0, 0:2, 2:0)       |
| Branky Mladé Boleslavi 16:12 David Výborný, 19:15 Dominik Pacovský, 52:59 Lukáš Pabiška, 59:16 Jiří Kučný                       |           |          |                |                 |                |                       |
| 04. | 2014/2015 | předkolo | Mladá Boleslav | 4 : 2 Report    | Plzeň          | (1:0, 2:2, 1:0)       |
| Branky Mladé Boleslavi 16:51 Tomáš Hyka, 22:19 Lukáš Pabiška, 29:38 Michal Bárta, 53:39 Tomáš Klimenta                          |           |          |                |                 |                |                       |
| 05. | 2021/2022 | předkolo | Plzeň          | 3 : 2 PP Report | Mladá Boleslav | (1:1, 1:1, 0:0 - 1:0) |
| Branky Mladé Boleslavi 09:22 Jan Stránský, 26:04 Miloš Kelemen                                                                  |           |          |                |                 |                |                       |
| 06. | 2021/2022 | předkolo | Plzeň          | 2 : 3 Report    | Mladá Boleslav | (2:0, 0:1, 0:2)       |
| Branky Mladé Boleslavi 33:09 Jakub Kotala, 52:45 Jan Eberle, 55:37 Miloš Kelemen                                                |           |          |                |                 |                |                       |
| 07. | 2021/2022 | předkolo | Mladá Boleslav | 5 : 3 Report    | Plzeň          | (1:0, 1:1, 3:2)       |
| Branky Mladé Boleslavi 06:52 Jan Eberle, 26:08 Matyáš Kantnetr, 55:19 Miloš Kelemen, 56:22 Matyáš Kantnetr, 59:11 Miloš Kelemen |           |          |                |                 |                |                       |
| 08. | 2021/2022 | předkolo | Mladá Boleslav | 0 : 1 Report    | Plzeň          | (0:1, 0:0, 0:0)       |
| Branky Mladé Boleslavi nikdo |           |          |                |                 |                |                       |
| 09. | 2021/2022 | předkolo | Plzeň          | 2 : 3 Report    | Mladá Boleslav | (0:1, 1:1, 1:1)       |
| Branky Mladé Boleslavi 14:45 Jakub Kotala, 39:09 Oscar Flynn, 46:05 Miloš Kelemen                                               |           |          |                |                 |                |                       |
| |           |          |                |                 |                |                       |
| Mladá Boleslav 6x utkání vyhrál, 3x utkání prohrál Mladá Boleslav 2x sérii vyhrál, 0x sérii prohrál                             |           |          |                |                 |                |                       |

## Mladá Boleslav - Třinec
| Číslo | Sezona    | Utkání      | Domácí         | Výsledek        | Hosté          | Třetiny                     |
| --- | --------- | ----------- | -------------- | --------------- | -------------- | --------------------------- |
| 01. | 2014/2015 | čtvrtfinále | Třinec         | 2 : 1 Report    | Mladá Boleslav | (0:0 , 2:0 , 0:1)           |
| Branky Mladé Boleslavi 40:53 Lukáš Pabiška                                                                                  |           |             |                |                 |                |                             |
| 02. | 2014/2015 | čtvrtfinále | Třinec         | 3 : 2 Report    | Mladá Boleslav | (3:2 , 0:0 , 0:0)           |
| Branky Mladé Boleslavi 13:32 Mitja Robar, 14:38 Michal Broš                                                                 |           |             |                |                 |                |                             |
| 03. | 2014/2015 | čtvrtfinále | Mladá Boleslav | 5 : 2 Report    | Třinec         | (1:0 , 2:2 , 2:0)           |
| Branky Mladé Boleslavi 06:22 Mitja Robar, 26:21 Michal Bárta, 37:55 Michal Bárta, TS 51:33 Martin Látal, 56:25 Martin Látal |           |             |                |                 |                |                             |
| 04. | 2014/2015 | čtvrtfinále | Mladá Boleslav | 1 : 2 Report    | Třinec         | (1:0 , 0:2 , 0:0)           |
| Branky Mladé Boleslavi 01:08 Dominik Pacovský                                                                               |           |             |                |                 |                |                             |
| 05. | 2014/2015 | čtvrtfinále | Třinec         | 4 : 3 Report    | Mladá Boleslav | (1:1 , 1:0 , 2:2)           |
| Branky Mladé Boleslavi 09:29 Michal Bárta, 50:21 Lukáš Pabiška, 55:33 Tomáš Hyka                                            |           |             |                |                 |                |                             |
| 06. | 2020/2021 | semifinále  | Třinec         | 2 : 0 Report    | Mladá Boleslav | (0:0, 2:0, 0:0)             |
| Branky Mladé Boleslavi nikdo                                                                                                |           |             |                |                 |                |                             |
| 07. | 2020/2021 | semifinále  | Třinec         | 1 : 3 Report    | Mladá Boleslav | (1:1, 0:2, 0:0)             |
| Branky Mladé Boleslavi 15:00 Jakub Strnad, 30:42 Maris Bičevskis, 32:30 David Bernad                                        |           |             |                |                 |                |                             |
| 08. | 2020/2021 | semifinále  | Mladá Boleslav | 1 : 3 Report    | Třinec         | (0:2, 1:1, 0:0)             |
| Branky Mladé Boleslavi 28:18 David Šťastný                                                                                  |           |             |                |                 |                |                             |
| 09. | 2020/2021 | semifinále  | Mladá Boleslav | 3 : 1 Report    | Třinec         | (1:1, 1:0, 1:0)             |
| Branky Mladé Boleslavi 16:22 Joona Jaaskelainen, 25:02 David Cienciala, 58:25 Martin Ševc                                   |           |             |                |                 |                |                             |
| 10. | 2020/2021 | semifinále  | Třinec         | 3 : 0 Report    | Mladá Boleslav | (1:0, 2:0, 0:0)             |
| Branky Mladé Boleslavi nikdo                                                                                                |           |             |                |                 |                |                             |
| 11. | 2020/2021 | semifinále  | Mladá Boleslav | 4 : 2 Report    | Třinec         | (1:0, 2:1, 1:1)             |
| Branky Mladé Boleslavi 14:27 Jakub Kotala, 34:02 Pavel Kousal, 39:31 Ondřej Najman, 59:03 Pavel Kousal                      |           |             |                |                 |                |                             |
| 12. | 2020/2021 | semifinále  | Třinec         | 3 : 0 Report    | Mladá Boleslav | (0:0, 0:0, 3:0)             |
| Branky Mladé Boleslavi nikdo                                                                                                |           |             |                |                 |                |                             |
| 13. | 2021/2022 | semifinále  | Třinec         | 3 : 0 Report    | Mladá Boleslav | (0:0, 1:0, 2:0)             |
| Branky Mladé Boleslavi nikdo                                                                                                |           |             |                |                 |                |                             |
| 14. | 2021/2022 | semifinále  | Třinec         | 1 : 0 SN Report | Mladá Boleslav | (0:0, 0:0, 0:0 - 0:0 - 1:0) |
| Branky Mladé Boleslavi nikdo                                                                                                |           |             |                |                 |                |                             |
| 15. | 2021/2022 | semifinále  | Mladá Boleslav | 3 : 4 PP Report | Třinec         | (1:0, 1:0, 1:3 - 0:1)       |
| Branky Mladé Boleslavi 01:42 Miloš Kelemen, 27:44 Maris Bičevskis                                                           |           |             |                |                 |                |                             |
| 16. | 2021/2022 | semifinále  | Mladá Boleslav | 1 : 2 Report    | Třinec         | (0:1, 0:1, 1:0)             |
| Branky Mladé Boleslavi 56:02 Miloš Kelemen                                                                                  |           |             |                |                 |                |                             |
| |           |             |                |                 |                |                             |
| Mladá Boleslav 4x utkání vyhrál, 12x utkánní prohrál Mladá Boleslav 0x sérii vyhrál, 3x sérii prohrál                       |           |             |                |                 |                |                             |

## Mladá Boleslav - Hradec Králové
| Číslo | Sezona    | Utkání      | Domácí         | Výsledek        | Hosté          | Třetiny                     |
| --- | --------- | ----------- | -------------- | --------------- | -------------- | --------------------------- |
| 01. | 2015/2016 | čtvrtfinále | Mountfield HK  | 5 : 2 Report    | Mladá Boleslav | (2:0, 0:1, 3:1)             |
| Branky Mladé Boleslavi 25:00 Pavel Musil, 54:01 Tomáš Klimenta                                                                        |           |             |                |                 |                |                             |
| 02. | 2015/2016 | čtvrtfinále | Mountfield HK  | 3 : 4 PP Report | Mladá Boleslav | (0:2, 1:0, 2:1)             |
| Branky Mladé Boleslavi 00:16 Jakub Klepiš, 10:08 Richard Jarůšek, 22:09 Michal Bárta, v prodloužení 61:12 Marek Trončinský            |           |             |                |                 |                |                             |
| 03. | 2015/2016 | čtvrtfinále | Mladá Boleslav | 3 : 2 SN Report | Mountfield HK  | (0:1, 2:0, 0:1)             |
| Branky Mladé Boleslavi 23:26 Tomáš Hyka, 38:12 Martin Látal, rozhodující SN Richard Jarůšek                                           |           |             |                |                 |                |                             |
| 04. | 2015/2016 | čtvrtfinále | Mladá Boleslav | 5 : 4 SN Report | Mountfield HK  | (2:0, 1:3, 1:1)             |
| Branky Mladé Boleslavi 00:48 Tomáš Klimenta, 08:04 Radan Lenc, 21:49 Tomáš Urban, 53:18 Dominik Pacovský, rozhodující SN Jakub Klepiš |           |             |                |                 |                |                             |
| 05. | 2015/2016 | čtvrtfinále | Mountfield HK  | 4 : 2 Report    | Mladá Boleslav | (1:0, 1:0, 2:2)             |
| Branky Mladé Boleslavi 43:58 Radan Lenc, 52:52 Jakub Klepiš                                                                           |           |             |                |                 |                |                             |
| 06. | 2015/2016 | čtvrtfinále | Mladá Boleslav | 4 : 0 Report    | Mountfield HK  | (3:0, 1:0, 0:0)             |
| Branky Mladé Boleslavi 04:35 Tomáš Hyka, 10:51 Pavel Musil, 18:13 Michal Bárta, 35:20 Tomáš Hyka                                      |           |             |                |                 |                |                             |
| 07. | 2021/2022 | čtvrtfinále | Mountfield HK  | 2 : 1 Report    | Mladá Boleslav | (0:0, 1:0, 1:1)             |
| Branky Mladé Boleslavi 51:24 Jan Eberle                                                                                               |           |             |                |                 |                |                             |
| 08. | 2021/2022 | čtvrtfinále | Mountfield HK  | 2 : 3 Report    | Mladá Boleslav | (2:0, 0:2, 0:1)             |
| Branky Mladé Boleslavi 29:43 Alex Lintuniemi, 31:10 Mário Lunter, 47:24 Pavel Kousa                                                   |           |             |                |                 |                |                             |
| 09. | 2021/2022 | čtvrtfinále | Mladá Boleslav | 3 : 2 SN Report | Mountfield HK  | (0:0, 1:1, 1:1 - 0:0 - 1:0) |
| Branky Mladé Boleslavi 22:58 Miloš Kelemen, 43:55 Pavel Kousal, 80:00 Miloš Kelemen (rozhodující SN)                                  |           |             |                |                 |                |                             |
| 10. | 2021/2022 | čtvrtfinále | Mladá Boleslav | 4 : 3 PP Report | Mountfield HK  | (2:1, 1:1, 0:1 - 1:0)       |
| Branky Mladé Boleslavi 07:44 Jan Eberle, 17:43 Pavel Pýcha, 37:28 Miloš Kelemen, 63:00 Jan Eberle                                     |           |             |                |                 |                |                             |
| 11. | 2021/2022 | čtvrtfinále | Mountfield HK  | 3 : 4 PP Report | Mladá Boleslav | (1:1, 1:0, 1:2 - 0:1)       |
| Branky Mladé Boleslavi 16:14 Jan Stránský, 30:03 Jakub Kotala, 46:56 Ondřej Najman, 49:02 Oscar Flynn                                 |           |             |                |                 |                |                             |
| |           |             |                |                 |                |                             |
| Mladá Boleslav 8x utkání vyhrál, 3x utkání prohrál Mladá Boleslav 2x sérii vyhrál, 0x sérii prohrál                                   |           |             |                |                 |                |                             |

## Mladá Boleslav - Liberec
| Číslo | Sezona    | Utkání      | Domácí         | Výsledek        | Hosté          | Třetiny               |
| --- | --------- | ----------- | -------------- | --------------- | -------------- | --------------------- |
| 01. | 2015/2016 | semifinále  | Liberec        | 4 : 3 Report    | Mladá Boleslav | (0:0, 2:1, 2:2)       |
| Branky Mladé Boleslavi 21:42 Richard Jarůšek, 57:53 Jakub Klepiš, 59:51 Dominik Pacovský                     |           |             |                |                 |                |                       |
| 02. | 2015/2016 | semifinále  | Liberec        | 5 : 2 Report    | Mladá Boleslav | (1:1, 1:1, 3:0)       |
| Branky Mladé Boleslavi 17:38 Richard Jarůšek, 32:31 Marek Trončinský                                         |           |             |                |                 |                |                       |
| 03. | 2015/2016 | semifinále  | Mladá Boleslav | 0 : 3 Report    | Liberec        | (0:2, 0:1, 0:0)       |
| Branky Mladé Boleslavi nikdo                                                                                 |           |             |                |                 |                |                       |
| 04. | 2015/2016 | semifinále  | Mladá Boleslav | 2 : 5 Report    | Liberec        | (1:0, 1:3, 0:2)       |
| Branky Mladé Boleslavi 13:10 Dominik Pacovský, 37:10 Matěj Stříteský                                         |           |             |                |                 |                |                       |
| |           |             |                |                 |                |                       |
| 05. | 2018/2019 | čtvrtfinále | Liberec        | 5 : 1 Report    | Mladá Boleslav | (3:0, 1:0, 1:1)       |
| Branky Mladé Boleslavi 53:59 David Šťasný                                                                    |           |             |                |                 |                |                       |
| 06. | 2018/2019 | čtvrtfinále | Liberec        | 6 : 2 Report    | Mladá Boleslav | (2:1, 2:1, 2:0)       |
| Branky Mladé Boleslavi 00:31 Michal Vondrka, 28:12 Radim Zohorna                                             |           |             |                |                 |                |                       |
| 07. | 2018/2019 | čtvrtfinále | Mladá Boleslav | 4 : 1 Report    | Liberec        | (0:0, 2:1, 2:0)       |
| Branky Mladé Boleslavi 25:36 Michal Vondrka, 34:44 Radim Zohorna, 58:00 Jakub Klepiš, 58:17 Dominik Pacovský |           |             |                |                 |                |                       |
| 08. | 2018/2019 | čtvrtfinále | Mladá Boleslav | 2 : 3 Report    | Liberec        | (1:1, 0:0, 1:3)       |
| Branky Mladé Boleslavi 11:55 Martin Procházka, 58:17 David Šťasný                                            |           |             |                |                 |                |                       |
| 09. | 2018/2019 | čtvrtfinále | Liberec        | 2 : 1 PP Report | Mladá Boleslav | (0:0, 1:1, 0:0 - 1:0) |
| Branky Mladé Boleslavi 36:49 Martin Látal                                                                    |           |             |                |                 |                |                       |
| |           |             |                |                 |                |                       |
| Mladá Boleslav 1x utkání vyhrál, 8x utkání prohrál Mladá Boleslav 0x sérii vyhrál, 2x sérii prohrál          |           |             |                |                 |                |                       |

## Mladá Boleslav - Chomutov
| Číslo | Sezona    | Utkání   | Domácí         | Výsledek     | Hosté          | Třetiny         |
| --- | --------- | -------- | -------------- | ------------ | -------------- | --------------- |
| 01. | 2016/2017 | předkolo | Chomutov       | 1 : 7 Report | Mladá Boleslav | (0:4, 1:3, 0:0) |
| Branky Mladé Boleslavi TS 00:20 Tomáš Hyka, 02:35 Tomáš Hyka, 11:27 Petr Vampola, 15:15 Jakub Klepiš, 25:08 Tomáš Hyka, 31:39 Lukáš Žejdl, 32:44 Tomáš Pospíšil |           |          |                |              |                |                 |
| 02. | 2016/2017 | předkolo | Chomutov       | 1 : 6 Report | Mladá Boleslav | (0:1, 0:4, 1:1) |
| Branky Mladé Boleslavi 09:30 Matěj Stříteský, 22:33 Tomáš Pospíšil, 23:37 Radan Lenc, 25:07 Martin Látal, 34:38 Tomáš Hyka, 40:40 Lukáš Žejdl                   |           |          |                |              |                |                 |
| 03. | 2016/2017 | předkolo | Mladá Boleslav | 1 : 5 Report | Chomutov       | (0:3, 1:1, 0:1) |
| Branky Mladé Boleslavi 36:38 Jakub Orsava |           |          |                |              |                |                 |
| 04. | 2016/2017 | předkolo | Mladá Boleslav | 1 : 2 Report | Chomutov       | (1:0, 0:2, 0:0) |
| Branky Mladé Boleslavi 04:48 Jakub Orsava |           |          |                |              |                |                 |
| 05. | 2016/2017 | předkolo | Chomutov       | 6 : 1 Report | Mladá Boleslav | (2:0, 4:0, 0:1) |
| Branky Mladé Boleslavi 51:49 Lukáš Žejdl |           |          |                |              |                |                 |
| |           |          |                |              |                |                 |
| Mladá Boleslav 2x utkání vyhrál, 3x utkání prohrál Mladá Boleslav 0x sérii vyhrál, 1x sérii prohrál                                                             |           |          |                |              |                |                 |

## Mladá Boleslav - Zlín
| Číslo                                                                                                  | Sezona    | Utkání   | Domácí         | Výsledek        | Hosté          | Třetiny               |
| --- | --------- | -------- | -------------- | --------------- | -------------- | --------------------- |
| 01. | 2018/2019 | předkolo | Mladá Boleslav | 3 : 1 Report    | Zlín           | (1:0, 1:0, 1:1)       |
| Branky Mladé Boleslavi 15:00 Lukáš Žejdl, 30:35 Lukáš Žejdl, 46:52 Lukáš Žejdl                         |           |          |                |                 |                |                       |
| 02. | 2018/2019 | předkolo | Mladá Boleslav | 0 : 2 Report    | Zlín           | (0:1, 0:0, 0:1)       |
| Branky Mladé Boleslavi nikdo                                                                           |           |          |                |                 |                |                       |
| 03. | 2018/2019 | předkolo | Zlín           | 1 : 2 Report    | Mladá Boleslav | (0:0, 1:1, 0:1)       |
| Branky Mladé Boleslavi 20:24 Jakub Klepiš, 44:13 Michal Vondrka                                        |           |          |                |                 |                |                       |
| 04. | 2018/2019 | předkolo | Zlín           | 2 : 1 PP Report | Mladá Boleslav | (1:1, 0:0, 0:0 - 1:0) |
| Branky Mladé Boleslavi 13:22 Martin Procházka                                                          |           |          |                |                 |                |                       |
| 05. | 2018/2019 | předkolo | Mladá Boleslav | 4 : 1 Report    | Zlín           | (0:1, 2:0, 2:0)       |
| Branky Mladé Boleslavi 21:55 Radim Zohorna, 30:49 Ondřej Dlapa, 48:52 Lukáš Žejdl, 57:38 David Šťastný |           |          |                |                 |                |                       |
| |           |          |                |                 |                |                       |
| Mladá Boleslav 3x utkání vyhrál, 2x utkání prohrál Mladá Boleslav 1x sérii vyhrál, 0x sérii prohrál    |           |          |                |                 |                |                       |

## Mladá Boleslav - Pardubice
| Číslo | Sezona    | Utkání      | Domácí         | Výsledek     | Hosté          | Třetiny         |
| --- | --------- | ----------- | -------------- | ------------ | -------------- | --------------- |
| 01. | 2020/2021 | čtvrtfinále | Mladá Boleslav | 2 : 0 Report | Pardubice      | (0:0, 1:0, 1:0) |
| Branky Mladé Boleslavi 34:31 Adam Zbořil, 59:37 Martin Ševc                                                                        |           |             |                |              |                |                 |
| 02. | 2020/2021 | čtvrtfinále | Mladá Boleslav | 5 : 0 Report | Pardubice      | (1:0, 1:0, 3:0) |
| Branky Mladé Boleslavi 10:31 Jakub Kotala, 39:41 David Šťasný, 42:01 David Cienciala, 49:08 Jakub Kotala, 52:20 Valentin Claireaux |           |             |                |              |                |                 |
| 03. | 2020/2021 | čtvrtfinále | Pardubice      | 4 : 2 Report | Mladá Boleslav | (1:2, 1:1, 0:1) |
| Branky Mladé Boleslavi 02:26 Joona Jaaskelainen, 19:00 Jakub Kotala, 29:27 David Šťastný, 59:29 Jakub Kotala                       |           |             |                |              |                |                 |
| 04. | 2020/2021 | čtvrtfinále | Pardubice      | 3 : 5 Report | Mladá Boleslav | (2:0, 1:1, 0:4) |
| Branky Mladé Boleslavi 21:40 Joona Jaaskelainen, 46:16 Pavel Kousal, 47:34 Petr Šidlík, 50:58 Jakub Kotala, 59:49 Jan Stránský     |           |             |                |              |                |                 |
| |           |             |                |              |                |                 |
| Mladá Boleslav 4x utkání vyhrál, 0x utkání prohrál Mladá Boleslav 1x sérii vyhrál, 0x sérii prohrál                                |           |             |                |              |                |                 |

## Mladá Boleslav – Brno
| Číslo                                                                                               | Sezona    | Utkání   | Domácí         | Výsledek     | Hosté          | Třetiny         |
| --------------------------------------------------------------------------------------------------- | --------- | -------- | -------------- | ------------ | -------------- | --------------- |
| 01.                                                                                                 | 2022/2023 | předkolo | Brno           | 4 : 2 Report | Mladá Boleslav | (0:0, 3:1, 1:1) |
| Branky Mladé Boleslavi 30:42 David Šťastný, 43:26 Mário Lunter                                      |           |          |                |              |                |                 |
| 02.                                                                                                 | 2022/2023 | předkolo | Brno           | 2 : 1 Report | Mladá Boleslav | (2:0, 0:1, 0:0) |
| Branky Mladé Boleslavi 32:21 Maris Bičevskis                                                        |           |          |                |              |                |                 |
| 03.                                                                                                 | 2022/2023 | předkolo | Mladá Boleslav | 2 : 1 Report | Brno           | (1:0, 1:1, 0:0) |
| Branky Mladé Boleslavi 10:39 Alex Lintuniemi, 32:55 Alex Lintuniemi                                 |           |          |                |              |                |                 |
| 04.                                                                                                 | 2022/2023 | předkolo | Mladá Boleslav | 1 : 5 Report | Brno           | (0:2, 0:2, 1:1) |
| Branky Mladé Boleslavi 51:44 Alex Lintuniemi                                                        |           |          |                |              |                |                 |
| |           |          |                |              |                |                 |
| Mladá Boleslav 1x utkání vyhrál, 3x utkání prohrál Mladá Boleslav 0x sérii vyhrál, 1x sérii prohrál |           |          |                |              |                |                 |